# Six Riond
Six Riond är en bergstopp i Schweiz. Den ligger i distriktet Martigny och kantonen Valais, i den sydvästra delen av landet, 90 km söder om huvudstaden Bern. Toppen på Six Riond är 2 506 meter över havet.